# Rossini Ferreira
Rossini Ferreira (Nazaré da Mata, 7 de julho de 1919 — Recife, 26 de março de 2001) foi um músico e bandolinista brasileiro de Choro.
Fez parte da Orquestra de Cordas Dedilhadas de Pernambuco, com a qual gravou um LP pela Funarte, posteriormente lançado em CD. Possui ainda um CD com 20 composições suas, gravado pela Kuarup (KCD 098) em 1999.
Aprendeu a tocar sozinho seu instrumento, vindo aprender a ler música apenas já septuagenário. Em 59 empreendeu uma lendária viagem de músicos pernambucanos ao Rio, onde foram recebidos com honras na casa de Jacob do Bandolim, numa reunião com músicos do porte de Radamés Gnattali, Pixinguinha, César Farias e o então garoto Paulinho da Viola. Dez anos após a viagem veio a morar no Rio de Janeiro, onde ganhou diversos concursos de choro, como o “Brasileiro”, promovido pela TV Bandeirantes. Aos 70 anos de idade foi convidado a voltar a Recife para lecionar no Conservatório Pernambucano de Música e ser solista de um dos mais geniais grupos instrumentais brasileiros, a Orquestra de Cordas Dedilhadas de Pernambuco. 

## Composições
Autor de dezenas de choros, maxixes, valsas, scottish etc. seu colega W. M. Santos editou em 1996, em Campina Grande (Paraíba), um livro de partituras com as seguintes composições:
- Abraçando Avena
- Amigo Cosme
- Analisando
- Ansiedade
- Arte e manhas do Marquinho
- Atrevido
- Caindo no choro
- Capibaribe
- Carmen
- Chorando com Wilson Maria
- Chorando sem Dolores
- Choro íntimo
- Choro no natal
- Choro pra Denise
- Cinema mudo
- Concordiando
- Dalva
- De galho em galho
- Devaneio
- Dr. Menna
- Fascinante
- Foi um sonho
- Inesquecível
- Inspirações
- Jaira
- Jocelyn no choro
- Jorge Antônio
- Josete
- Júlia Luíza
- Labirinto
- Lembranças de Recife
- Lembranças que não esqueço
- Lúcia Baptista
- Mais uma saudade
- Márcio do cavaco
- Maria Angélica
- Maria Helena
- Melancolia
- Minhas ilusões
- Na cadência do frevo
- Na casa do Giba
- No meu tempo era assim
- Novos rumos
- Pé de boi
- Poesias do Aldemar
- Por que te quero
- Pra Devani
- Raio de sol
- Recado
- Ritinha
- Romântico
- Samira
- Só nós dois
- Só risos do Altair
- Sorrindo pra Tetê
- Suzana
- Talvez você
- Teimosa
- Tita
- Toni
- Tristezas de um carnaval
- Um alô para o Six
- Um chorinho pra Letícia
- Vivendo nos ares